# Mimoceroplesis coussementi
Mimoceroplesis coussementi är en skalbaggsart som beskrevs av Stefan von Breuning 1967. Mimoceroplesis coussementi ingår i släktet Mimoceroplesis och familjen långhorningar. Inga underarter finns listade i Catalogue of Life.